# Локсаский район
Локсаский район — административно-территориальная единица в составе Эстонской ССР, существовавшая в 1950—1957 годах. Центр — посёлок Локса. Площадь района в 1955 году составляла 979,1 км².

## История
Согласно постановлению Президиума Верховного Совета Эстонской ССР,
Локсаский район был образован в 1950 году, когда уездное деление в Эстонской ССР было заменено районным. В 1952 году район был включён в состав Таллинской области, но уже в апреле 1953 года в результате упразднения областей в Эстонской ССР район был возвращён в республиканское подчинение.
12 октября 1957 года Локсаский район был упразднён, а его территория передана в Харьюский и Раквереский районы..

## Административное деление
В 1955 году район включал 1 рабочий посёлок (Локса) и 6 сельсоветов: Вихулаский (центр — Пааси), Высуский, Колгаский (центр — Кахала), Куусалуский, Кыннуский, Локсаский.